# Linah Rocio
Linah Rocio, właściwie Carolina Rocio Stiles (ur. w Santiago, ok. 1978) – szwajcarska wokalistka i pianistka jazzowa chilijskiego pochodzenia.

## Życiorys
Urodziła się w chilijskim Santiago. Później mieszkała w Hongkongu. Kształciła się jako baletnica, ale ze względu na kontuzję była zmuszona zrezygnować z kariery. Występowała również jako aktorka. Dorastała w Baden w Szwajcarii. Zadebiutowała tam pierwszym koncertem w 2007 pod pseudonimem artystycznym.
Przez pewien czas studiowała filologię angielską na Uniwersytecie Zuryskim, gdzie też się przeprowadziła.
Utrzymywała się przede wszystkim z pracy w kawiarni. W 2017 Aargauer Kuratorium przyznało jej stypendium artystyczne na półroczny wyjazd do Londynu (od lipca 2018). Rozwiodła się w 2018. Po powrocie do Wielkiej Brytanii (wrzesień 2019) poza działalnością muzyczną utrzymywała się z dorywczych prac. Podjęła wtedy zlecenie nagrania głosów do gry komputerowej.

## Twórczość
Artystka przed rozpoczęciem kariery solowej występowała z kilkoma zespołami, m.in. Sharf (jako wokalistka i autorka tekstów), z którym wystąpiła m.in. na festiwalu Blue Balls w Lucernie. 
Jako Linah Rocio w 2010 wydała pierwszy album, All About Secrets. Album promował singiel Paris Mon Rêve. Materiał na kolejny, Warrior Talk był nagrywany w latach 2013-2015, ale album ukazał się dopiero w styczniu 2017. Wydaniu albumu towarzyszyła trasa koncertowa po Szwajcarii i Wielkiej Brytanii.
Występowała także w Berlinie i w 2008 w Los Angeles. 
Album Armour And The Universe jest recytowany, a nie śpiewany. Love Letter został umieszczony na składance Chilltronica No. 6 wydanej przez Blank & Jones. 
Linah Rocio współpracowała m.in. z Gigi Masinem, Alvaro Alencarem i Steffenem Aaskovenem z Bliss. 
Udzielała głosu postaci kobiety-szpiega w grze The Falconeer, nominowanej do nagrody BAFTA (British Academy Games Awards). 